# Singapur na Letních olympijských hrách 1960
Singapur se účastnil Letní olympiády 1960 v italském Římě. Zastupovalo ho 5 mužů v 3 sportech.

## Medailisté
| Medaile | Jméno          | Sport    | Soutěž                     |
| ------- | -------------- | -------- | -------------------------- |
| Stříbro | Tan Howe Liang | Vzpírání | muži lehká váha do 67,5 kg |